# Коксс-Базар (зіла)
Коксс-База́р (бенг. কক্সবাজার জেলা, англ. Cox's Bazar) — одна з 11 зіл регіону Читтагонг Бангладеш, розташована на півдні регіону.
Населення — 2289990 осіб (2011; 1731368 в 2008, 1419260 в 1991).

## Адміністративний поділ
До складу регіону входять 7 упазіл:
| Зіла              | Площа, км² | Населення, осіб (1991) | Населення, осіб (2008) |
| ----------------- | ---------- | ---------------------- | ---------------------- |
| Коксс-Базар-Садар | 228,23     | 253788                 | 348075                 |
| Кутубдія          | 215,80     | 95055                  | 107221                 |
| Махешкхалі        | 362,18     | 219520                 | 256546                 |
| Раму              | 391,71     | 167480                 | 190321                 |
| Текнаф            | 388,68     | 152557                 | 170607                 |
| Чакарія           | 643,46     | 409346                 | 503410                 |
| Укхія             | 261,80     | 121514                 | 155188                 |